# Метрополійне Торонто
Метрополійне Торонто (офіційно: Муніципалітет Метрополійного Торонто, англ. Municipality of Metropolitan Toronto, англ. Metro Toronto) було вищою адміністративною одиницею міста Торонто від 1953 до 1998 років. Згідно з Законом про Муніципалітет Метрополійного Торонто від 15 квітня 1953 року міська агломерація включала 13 громад: Іст-Йорк, Етобіко, Форест-Гілл, Лісайд, Лонґ-Бранч, Міміко, Нью-Торонто, Норт-Йорк, Скарборо, Свонсі, Торонто, Вестон і Йорк. Вони були обєднані в межах історичної адміністративної одиниці — округу Йорк. Пізніше, 1 січня 1967 року, численні муніципалітети злилися між собою, так що їх число скоротилися з тринадцяти до шести. У 1998 році Metropolitan Toronto було остаточно об'єднано з утворенням одноступеневого муніципалітету (мерії) Торонто.
Подібні адміністративні процеси відбувались у численних густонаселених урбанізованих агломераціях світу задля оптимізації врядування ними. 
Нинішні межі міста Торонто ідентичні межам Метрополійного Торонто на момент його розпуску; їх площа становила 630,18 км². Сьогодні загальна територія Великого Торонто називається Районом Великого Торонто (англ. Greater Toronto Area, GTA); однак ця єдність є суто географічною, а не політичною.

## Політична структура
Метрополійне Торонто мало власну раду з головою (голова Муніципалітету Метрополійного Торонто). Члени ради мали окремі сфери та повноваження приймати рішення. Першим головою ради був Фредерік Ґардінер, який був призначений провінцією Онтаріо. Наступні голови обиралися членами ради. На чолі Метрополійного Торонто за час його існування побувало шестеро осіб:
- Фредерік Ґардінер, 1953–1961 (Торонто)
- Вільям Р. Аллен, 1962–1969 (Торонто)
- Альберт Кемпбелл, 1970–1973 (Скарборо)
- Пол Ґодфрі, 1973–1984 (Північний Йорк)
- Денніс Флінн, 1984–1988 (Етобіко)
- Алан Тонкс, 1988–1997 (Йорк)

## Вебпосилання
- toronto.ca Metropolitan Toronto Records )(англ.)

 Вікісховище має мультимедійні дані за темою: Метрополійне Торонто